# Franz Dionys von Rost

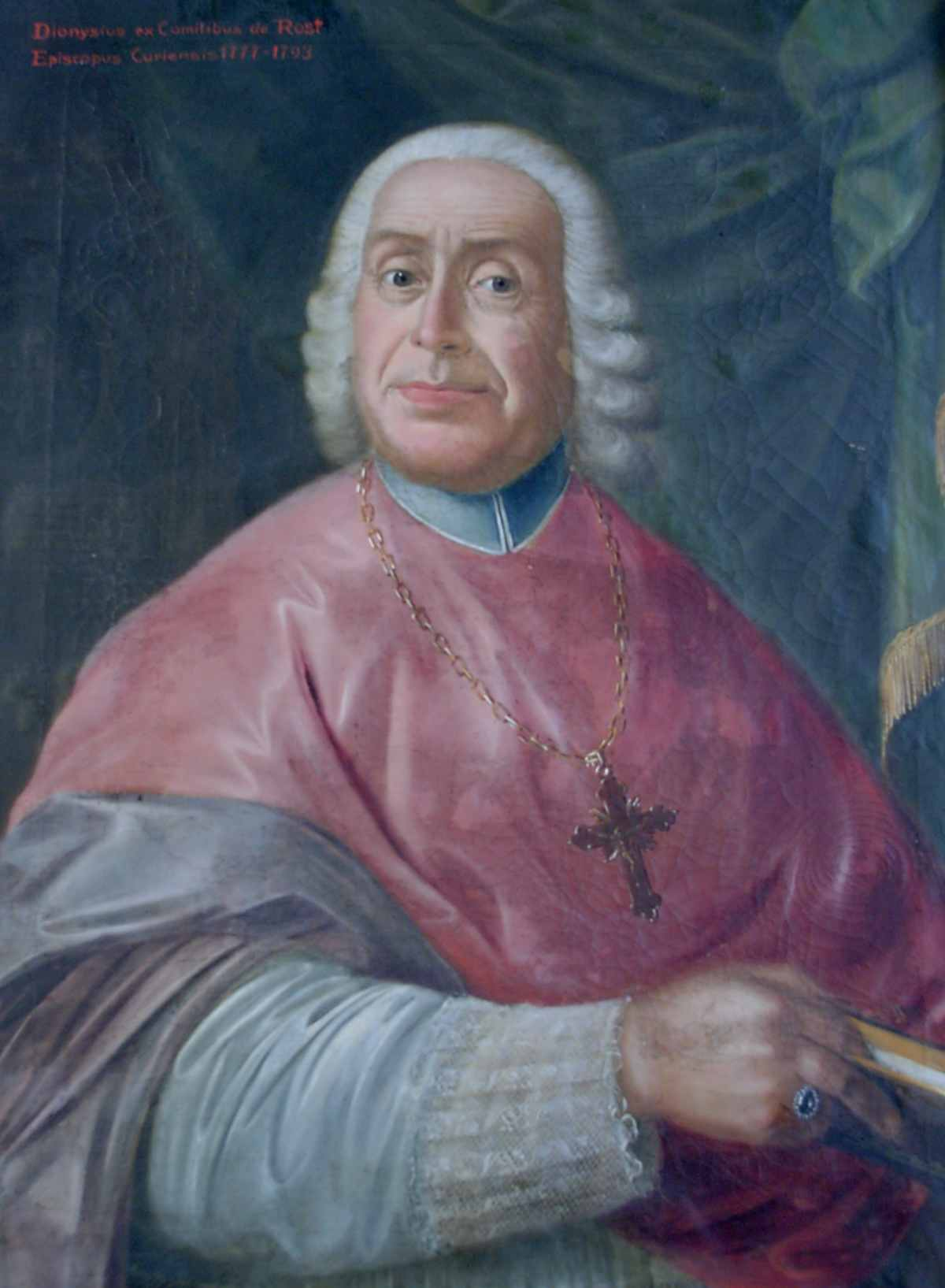
Johann Franz Dionys von Rost(1716–1793) Fürstbischof von Chur 1777–1793

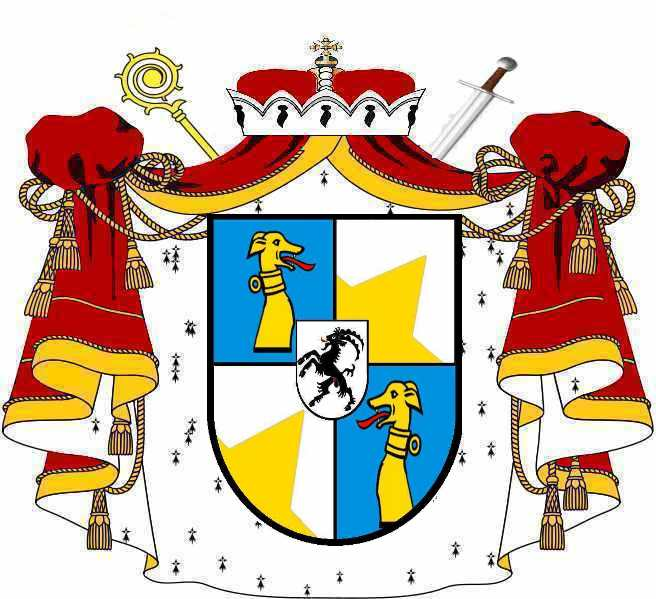
Wappen des Fürstbischofs von Chur 1777–1793

Johann Franz Dionys Constanz von Rost (* 14. Januar 1716 in Reutte in Tirol; † 31. Oktober 1793 in Chur) war römisch-katholischer Bischof des Bistums Chur.

## Leben
Sein Vater, Johann Gaudenz III. Freiherr von Rost, war ein entfernter Verwandter des Churer Fürstbischofs Joseph Benedikt von Rost. Als Festungskommandant auf Ernberg sowie seit 1738 als Feldmarschallleutnant und Militärdirektor der Lande von Ober- und Niederösterreich stand er in Diensten Kaiser Karl VI. (HRR). 1738 erhob dieser ihn und seine Familie in den erblichen Grafenstand. Von 1727 bis 1733 besuchte Dionys zusammen mit drei seiner Brüder die 1711 gegründete Ritterakademie im Kloster Ettal. Abt Placidus Seitz (1709–1736) war es ein Anliegen, den Adel, der nicht nur im Staat, sondern auch in der Kirche einflussreiche Ämter bekleidete, „mittels seiner Ordensschule zu neuem Verantwortungsbewusstsein und neuer Tüchtigkeit heranzubilden“. Am 1. Juni 1733 erhielt der junge Dionys von Abt Plazidus die Tonsur und die niederen Weihen. 1733 Alumnus im Bistum Augsburg, studierte er am Collegium Germanicum et Hungaricum in Rom. Am 9. September 1734 wurde er als Domsextar in Chur installiert. Am 24. September 1740 empfing er in der Kathedrale St. Mariä Himmelfahrt in Chur durch Joseph Benedikt Freiherr von Rost, den Fürstbischof von Chur, die Priesterweihe. 1743 Domkantor, war er als Nachfolger des am 12. November 1754 verstorbenen Fürstbischofs vorgesehen; doch das Domkapitel entschied sich für Johannes Baptist Anton von Federspiel, einen Verwandten des Verstorbenen.
Am 16. April 1777 entschied sich das Domkapitel von Chur für von Rost und wählte ihn einstimmig. Die Proteste des Gotteshausbundes, der wieder auf seine „alten Rechte“ verwies, ignorierte das Kapitel auch dieses Mal. Papst Pius VI. bestätigte die Wahl am 28. Juli 1777 und der Apostolische Nutius Giovanni Battista Caprara spendete ihm am
14. September 1777 die Bischofsweihe; Mitkonsekratoren waren Benedikt Bochsler, der Abt von Pfäfers, Columban Sozzi, der Abt von Disentis und der Abt von St. Luzi in Chur. Die Reichsregalien wurden Johann Franz Dionys Constanz von Rost am 19. Januar 1779 verliehen.
Schon zu Beginn seines Episkopates kam es zum Streit mit der Staatskirchenpolitik Kaiser Joseph II., obwohl in Innsbruck geboren wurde er als Bischof von Chur, als ausserhalb der „österreichischen Erblande“ residierender Kirchenfürst, besonders zu Einhaltung der Kaiserlichen Dekrete und Gesetze unter der Aufsicht der Tiroler Regierung stand. Papst Pius VI. der 1783 in Wien mit dem Kaiser zusammentraf, konnte keine Änderung oder Lockerung der Politik Josephs II. erreichen, sodass die Bischöfe in ihrem Protest auf sich gestellt waren und keine Hilfe aus Rom erwarten konnten. Gegen die Schliessung und Aufhebung von Klöstern im Vinschgau und Vorarlberg war der Bischof machtlos. Die Hälfte der Jahrhunderte alten Klöster wurden säkularisiert, Vermögen und Grundbesitz flossen in den vom Kaiser geschaffenen Religionsfond, die Mönche und Nonnen wurden vom Tragen der Ordenstracht entbunden und übernahmen Aufgaben in den Bistümern (Weltpriester), worauf Bischof Johann Franz von Rost die Einhaltung der Gelübde einforderte. Mehrere Versuche der Errichtung von bischöflichen Seminaren zur Priesterausbildung wurden von den staatlichen Behörden verhindert. Auf Erlass Kaiser Josephs II. vom 30. März 1782 wurde in Innsbruck ein Generalseminar errichtet, „dessen Besuch für sämtliche künftigen Welt- und Ordensgeistliche des österreichischen Bistumsteils zwingend vorgeschrieben wurde“.
Die Abschaffung von Feiertagen und Wallfahrten sowie die Schliessung einiger Kirchen und Kapellen löste in Vorarlberg 1789 einen Volksaufstand aus. Die Regierung in Innsbruck forderte den Fürstbischof auf, für Ruhe und Ordnung zu sorgen. Der Bischof kritisierte manche „übertriebene Zwangsmassnahme“, wies seinen Klerus jedoch an, sich nicht in die Tumulte einzumischen. In Verhandlungen mit der Regierung erreichte er die Wiedereröffnung der Kirchen, eine Neuregelung der Feiertage, was zur Beruhigung der Lage beitrug.
Unter Fürstbischof Dionys von Rost wurde die erste Gesamtdarstellung der Geschichte des Bistums Chur verfasst. Martin Gerbert (1764–1793), der Fürstabt von St. Blasien, beabsichtigte um 1780 eine Germania Sacra, ein Geschichtswerk über alle Klöster und Bistümer des Heiligen Römischen Reichs deutscher Nation herauszugeben. Pater Ambrosius Eichhorn (1758–1820) sollte hierfür den Churer Sprengel bearbeiten. Im Sommer 1787 begann er mit der Sichtung von Akten und Dokumenten im Churer Archiv; das Ergebnis erschien 1797 in St. Blasien unter dem Titel Episcopatus Curiensis in Rhaetia sub Metropoli Moguntina chronologice ac diplomatice illustratus in Buchform.
Mit einem Nachruf würdigte Pater Ambrosius Eichhorn den am 31. Oktober 1793 verstorbenen Fürstbischof von Chur als „einen Prälaten von hervorragender Frömmigkeit, Klugheit, Sanftmut und Eifer”. Mit Klugheit und diplomatischem Geschick, welches oft genug harte Rückschläge kassieren musste, versuchte von Rost als durchaus standesbewusst auftretender Kirchenfürst des Ancien Régime das Bistum Chur in seinen alten Grenzen mit österreichischen Gebieten (Vorarlberg, Vinschgau und Teilen Tirols) durch eine bewegte Zeit des Josephinismus zu führen.“
Er wurde in der Bischofsgrablege im südlichen Seitenschiff der Kathedrale "Mariä Himmelfahrt" in Chur beigesetzt.